# Juan José Castelli

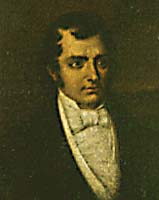
Juan José Castelli

Juan José Castelli (* 19. Juli 1764 in Buenos Aires; † 12. Oktober 1812) war ein argentinischer Politiker, der an der Mai-Revolution von 1810 teilgenommen hat, die zur Unabhängigkeit Argentiniens führte.
Castelli besuchte das Colegio Real de San Carlos und das Colegio Monserrat in Córdoba. Später arbeitete er als Jurist an der Universität von Charcas. Er war der Vetter von Manuel Belgrano, der ihm einen Posten in der öffentlichen Verwaltung des Vizekönigreiches Río de la Plata verschaffte.
Zusammen mit seinem Vetter Nicolás Rodríguez Peña und mit Hipólito Vieytes war er einer der ersten Revolutionäre, die eine Regierung übernahmen. Er bekam den Befehl, dem Vizekönig Baltasar de Cisneros die Abdankung anzutragen. Durch seine lange und brillante Rede vom 22. Mai 1810 im Cabildo, dem Regierungssitz von Buenos Aires, wurde er als Sprecher der Revolution bekannt.
Castelli wurde zum Sprecher der Primera Junta, der ersten Regierung nach der Revolution, ernannt und nach Córdoba geschickt, um die Gegenrevolution von Santiago de Liniers zu beenden. Er war erfolgreich und ordnete die Exekution von Liniers und seinen Anhängern an. Später leitete er die Einrichtung einer Revolutionsregierung in Alto Perú, dem heutigen Bolivien, mit dem Ziel, die indigene Bevölkerung und die afrikanischen Sklaven zu befreien.
Im Jahr 1811 schloss Castelli in Alto Perú einen Waffenstillstand mit den Spaniern, wurde jedoch verraten und die Nördliche Armee überrascht und gefangen genommen. Dies hatte zur Folge, dass Argentinien am 20. Juni 1811 eine bedeutende Niederlage in der Schlacht von Huaqui erlitt. Als Castelli nach Buenos Aires zurückkehrte, wurde er vom Ersten Triumvirat als Ursache des schmählichen Ausgangs der Schlacht gefangen gesetzt.
Ironischerweise starb der „Sprecher der Revolution“ am 12. Oktober 1812 an Zungenkrebs.